# Елешки мост
Елешкият мост (на гръцки: Γεφύρι της Ελάτειας) е каменен мост в Егейска Македония, Гърция.
Намира се под изоставеното село Елово (Елатия), дем Лерин, на Белкаменската река в североизточната част на Нередската планина. Мостът е по-малък от долния Белкаменски мост и е на 200 m над старата воденица.